# アナザー・マインド
『アナザー・マインド』 (Another Mind) は、1998年11月12日にスクウェア（現スクウェア・エニックス）から発売されたPlayStation用ゲームソフト。

## 概要
他人の意識の中に入り込んでしまった記憶喪失の男性・真野と、彼の「宿主」となった少女・瞳が、さまざまなトラブルに襲われつつもそれらを協力して切り抜け、事態の真相を探るというアドベンチャーゲーム。全9章。全体としては一本道の流れだが、ゲームオーバーも含め、章内部には数多くの分岐が存在する。
作中では一貫して、上記の真野のことを「プレイヤー」、瞳のことを「主人公」と呼んでいる。これは本作が、通常とは違った「プレイヤー≠主人公」というスタイルのゲームであることを示す。プレイヤー＝真野は肉体を持たず、主人公＝瞳の精神に間借りしている存在にすぎない。それゆえ、プレイヤーがあることをしたいと思っても、まずはそれを瞳に伝えなければならない（対話方法については#システムで詳説する）。瞳も自分の意思を持った存在であるため、常にプレイヤーの考えが通るとは限らない。
さらに、ゲーム中には「信頼度」「好感度」「おちゃめ度」なる隠しパラメータが存在し、これらはプレイヤーの瞳に対する反応によって変動していく。すなわち、瞳に適切なアドバイスをすれば「信頼度」が、親身になって接すれば「好感度」が、ふざけた対応をすれば「おちゃめ度」が上昇するのである（逆もまたしかり）。そして、これらのパラメータによって、同じ局面でも瞳の態度が変わってくることが少なくない。例えば「信頼度」が低ければ、たとえプレイヤーが現在直面している問題の解決策を思い至っても、瞳に話すら聞いてもらえないということもある。
本作は実写作品であり、伊藤かずえ、筧利夫、高知東生、山下真司といった俳優陣が出演している。しかし、作品のボリューム自体が比較的小さめであること、俳優が直接画面に登場するのは全画面のムービーをはじめとする重要なシーンのみで、その他の場面では背景写真上のフェイスウィンドウ内にループムービーが流れるという形をとっている。それでもクランクインからクランクアップまでは3週間掛かり、その間朝7時から夜10時まで隙間なく撮影が行われたという。
公式サイト上で自ら指摘していたように、『アナザー・マインド』は、当時のスクウェアにとって異色の作品であった。まず、質の高いCGで知られる同社が、あえて実写を採用したこと。次に、ファイナルファンタジーシリーズの成功により大作RPGのメーカーと認識されて久しい同社が、既に主要ジャンルとは呼べなくなっていたアドベンチャーゲームを作ったことである。ディレクターの小久保啓三は本作を通して描きたかったテーマが「自我」と「死」であり、それを再認識させるために、「簡単でとっつきやすいゲームであること、実写を使うことで、シームレスに実在のプレーヤーとゲームがつながっていけば」と語っている。

## システム

### ダイアローグシステム
このゲームは基本的に、瞳と他の登場人物の会話によって進行する。これにはプレイヤーは一切介入できない。しかし、瞳とプレイヤーは精神を共有しているため、心の中で対話をすることが可能。この対話イベントが発生すると、画面上に表示されている脳の形をかたどった「ニューロリンクインジケーター」が緑色に点灯する。対話イベント中は、単純に用意された選択肢を選ぶのではなく、下記のプロセスに沿ってプレイヤー自らが文を作ることで、コミュニケーションを行うのである（これは説明のために創作した、作中には存在しない文である）。対話文は「誰が・誰は」「誰に」「どうする」といった形から成り立ち、選択は「どうする」「誰が・誰は」「誰に」の順に進めていくことになる。
1. 述語を選ぶ
  - 選択肢「見る」「調べる」「使う」から「調べる」を選ぶ
  - ここまでの文は「調べる」
2. 述語の活用形を選ぶ
  - 選択肢「調べる」「調べろ」「調べるか？」「調べない」から「調べるか？」を選ぶ
  - ここまでの文は「調べるか？」
3. 主語を選ぶ
  - 選択肢「君は」「僕は」から「君は」を選ぶ
  - ここまでの文は「君は　　　　調べるか？」
4. 修飾語を選ぶ
  - 選択肢「テレビを」「パソコンを」「電話機を」から「テレビを」を選ぶ
  - 「君はテレビを調べるか？」という文が完成する

このようにして作られた文に対して瞳が反応を返し、プレイヤーがさらに文を作ってそれに応じるというやりとりが対話の終了まで繰り返されることになる。ただし、ゲーム中では4つのプロセスのうちいくつかが省略されることが多い。また、状況によっては文の作成に制限時間が設けられることもある。

### つっこみシステム
画面上のインジケーターが緑色のときは、強制的に対話が開始される。ただしインジケーターがオレンジ色のときは、対話を行うか否かはプレイヤーに委ねられている。×ボタンを押せば対話が開始され、○ボタンで文章を送ればそのまま物語が進行する。対話を行うかどうかによって後の展開が異なってくることがある。これは、ジャケット裏にも掲げられている正式なシステム名である。

## 登場人物
真野 俊平
「プレイヤー」。記憶を失って瞳の意識内で目覚めた男性。プレイヤーの作る対話文以外、彼が自ら言葉を口にすることはない。そのため、彼の性格・知識・趣味などはみなプレイヤーに委ねられている。
葉山 瞳（はやま ひとみ）
演 - 松下恵
年齢：16歳 / 血液型：A型 / 星座：山羊座 / 趣味：スナップ写真をとること
「主人公」。高校2年生。意識の中に真野が入り込んだことから、予知能力めいた力を手に入れ、さらに様々な事件に巻き込まれていく。天然ボケ気味のおっとりした少女だが、いざというときの行動力と判断力は確か。
高木 真理子（たかぎ まりこ）
演 - 横山夏海
年齢：17歳 / 血液型：B型 / 星座：双子座 / 趣味：ショッピング、カラオケ
瞳の親友。高校2年生。瞳とは対照的に活発な性格で、少々引っ込み思案な瞳を引っ張っている。休日にはよく二人で映画鑑賞やショッピングに出かけている。ただし、怖いものは大の苦手。明円のことを、口では悪く言いつつも気にしている様子。
鳴海 健一（なるみ けんいち）
演 - 山下真司
年齢：42歳 / 血液型：O型 / 星座：牡羊座 / 趣味：釣り
ベテラン刑事。部下の猿渡からは「ルミさん」と呼ばれる。多分に不器用な性格で、瞳に対して厳しい言葉を口にすることもあるが、それも彼女のことを思えばこそである。ある殺人事件に疑問を感じ、担当から外されながらも執念深く追いつづけている。
猿渡 純（さるわたり じゅん）
演 - 松永博史
年齢：25歳 / 血液型：A型 / 星座：乙女座 / 趣味：相撲観戦、トレンディドラマを見ること
若手刑事。上司の鳴海からは「サル」と呼ばれる。鳴海とコンビを組んで行動し、彼同様に瞳のことを気遣ってくれる。クールな外見とは裏腹に、内側に熱いものを秘めた青年。一方で、憧れの夏子に対してはしまりのない笑顔を見せるという面もある。
明円 輝夫（みょうえん てるお）
演 - 高知東生
年齢：30歳 / 血液型：AB型 / 星座：双子座 / 趣味：ドライブ、ピアノ
フリーのルポライター。事件に対する嗅覚は人一倍であり、その表面上非常に軽い性格も相俟って、鳴海や猿渡からは胡散臭そうな目で見られている。とはいえ瞳にとっては、刑事たちと同じ心強い味方の一人。精神的にも成熟した女性が好みという。
向井 夏子（むかい なつこ）
演 - 伊藤かずえ
年齢：28歳 / 血液型：B型 / 星座：天秤座 / 趣味：スキューバダイビング
サイコセラピスト。知的で優しげな雰囲気の持ち主。自身の診療所「ムカイ・カウンセリング」を訪れた瞳に対してカウンセリングを行う。催眠術によって真野を意識の表層に呼び出し、様々な質問をすることで、その正体を見極めようとする。
渡瀬 鈴（わたせ りん）
演 - 菊池万理江
年齢：20歳 / 血液型：A型 / 星座：さそり座 / 趣味：街で遊ぶこと
テレパシー能力を持つ少女。ある夜、瞳の意識の中に入り込んでくる。天真爛漫な性格であり、初対面の真野に対していきなり積極的なアプローチを開始し、瞳を辟易させる。真野と瞳の現象を「アナザー・マインド」と呼び、何かを知っている様子である。
渡瀬 玲（わたせ れい）
演 - 菊池万理江
年齢：20歳 / 血液型：A型 / 星座：さそり座 / 趣味：ガーデニング
鈴の双子の姉。フラワーショップ「IRIS」で働くしとやかな女性。外見こそ鈴と瓜二つだが性格は正反対で、彼女の「暴走」に頭を悩ませる毎日。現在の恋人を巡って以前鈴とトラブルになっており、そのことが今でも二人の間にしこりとなって残っている。
桐原 育夫（きりはら いくお）
演 - 筧利夫
年齢：35歳 / 血液型：AB型 / 星座：蟹座 / 趣味：ワイン
医学博士。「精神医療開発センター」で人間の脳と意識に関する研究を行っており、T大学付属病院との共同プロジェクト「アナザー・マインド・プロジェクト」のリーダーを務める。鈴・玲姉妹の父親代わりであり、鈴のテレパシー能力とも関わりがある。
亜月 レイカ（あづき レイカ）
演 - 石堂夏央
年齢：不明 / 血液型：B型 / 星座：乙女座 / 趣味：激辛カレー
霊能力者。物語の進展によって登場時期が変わる。主人公に対し、ある警告をする。登場人物の中には彼女と同じ大学にいた者がいる。
砂原 巧（さはら たくみ）
演 - 吹越満（友情出演）
年齢：32歳 / 血液型：A型 / 星座：水瓶座 / 趣味：散歩
第5章に登場。作家。ある屋敷に家庭教師として雇われつつ、屋敷内の仕事部屋で小説を執筆する。白猫「雪風」を飼う。
阿久津 安弘（あくつ やすひろ）
演 - 吉満涼太
年齢：30歳 / 血液型：B型 / 星座：さそり座 / 趣味：哲学書
第4章に登場。謎のテロリストで、コンサートに爆弾の入ったスーツケースを持ち運んでいた。
青西 高嗣（あおにし たかし）
演 - 青西高嗣
第4章に登場。実在のアーティスト。爆弾の捜索で舞台に上がり込んだ主人公と会話する場面がある。
村井 薫（むらい かおる）
演 - 田中ちなみ
年齢：27歳 / 血液型：A型 / 星座：魚座 / 趣味：推理小説
T大学付属病院の看護師。交通事故に遭い入院した瞳を担当した。
火浦 奈々子（ひうら ななこ）
演 - 藤村ちか
年齢：17歳 / 血液型：A型 / 星座：蟹座 / 趣味：ビデオ鑑賞
隣町の高校生
向井 正三（むかい しょうぞう）
演 - 野添義弘
年齢：57歳 / 血液型：B型 / 星座：獅子座 / 趣味：逆立ち
著名な前衛書道家。向井夏子の父親。
木場 智次（きば ともじ）
演 - 山口剛
年齢：32歳 / 血液型：O型 / 星座：牡牛座 / 趣味：寺巡り
きまじめなヤクザ。悪人になりきれない。
北川 正人（きたがわ まさと）
演 - 藤丸由樹
年齢：16歳 / 血液型：B型 / 星座：射手座 / 趣味：スニーカー集め
瞳と共に若葉祭の実行委員になる同級生。特技はリフティング100回。
金田 俊樹（かねだ としき）
演 - 松尾政寿
年齢：16歳 / 血液型：O型 / 星座：射手座 / 趣味：チェス
瞳と共に若葉祭の実行委員になる同級生。美少年。

## ストーリー
交通事故に遭って入院した瞳は、自分の中に真野と名乗る男の意識が存在することに気付く。だが彼は名前以外のほとんどの記憶を失っていた。やがて退院の日を迎えた瞳は、高校生として普段どおりの生活を送りつつ、「同居人」である真野の正体を探る試みを続ける。しかしその後、瞳は立て続けに奇妙な出来事に巻き込まれる。学園祭中止を要求する脅迫状、鄙びた温泉地で企まれる殺人計画、コンサート会場への爆弾テロ、果ては奇妙な屋敷で過ごす夢の世界まで。その度に瞳は、解決の手掛かりとなる「ビジョン」を幻視する。彼女は「ビジョン」の力に加え、真野や仲間たちの助けも得て、事件を解き明かしていくのだった。
やがて瞳は、双子の姉妹・玲と鈴に出会う。鈴は、他人の意識の中に入り込むことができる特異な力を持っていた。玲と鈴はかつて水難事故に遭って両親を失い、玲は助かったものの、鈴は一時意識不明の重体となっていた。その治療の過程で、桐原なる研究者が開発した手法により、鈴の意識のみが玲に移され、以来鈴はテレパシー能力を得たのだという。鈴は、桐原が瞳に会いたがっていると告げる。桐原は、真野について何かを知っているのだろうか。そして鈴が口にした「アナザー・マインド」なる言葉に秘められた謎とは何なのか。

## 主なスタッフ
- 映像制作

チーフプロデューサー：木村彰
プロデューサー：田中慶孝、坂上也寸志、雑賀俊郎
キャスティングディレクター：古屋芳幸、槙哲也
監督：戸尾行弘
撮影：遠藤政史
美術デザイナー：澤路和範
殺陣：深作覚
衣装：中村美保
- 株式会社スクウェア

ディレクター：小久保啓三
脚本：星野雅紀　内田一郎、川平直也、林真佐秋、栗原俊夫、藤井武夫、小久保敬三
作曲：仲野順也
メインプログラム：武藤竜
システムデザイン：藤井武夫
キャラクターレタッチ：吉岡愛理、森朋子
サウンドディレクター：菅原輝明
プロダクションマネージャー：戸尾行弘
プロデューサー：山下弘二
エグゼクティブプロデューサー：坂口博信、武市智行、鈴木尚

## その他
- ジャケット裏にはゲーム冒頭の展開が紹介されている。そこでは瞳が真野に対し、自分の中から出て行くよう叫んでいるが、本編ではそのような激したやりとりにはならない。瞳は最初こそ驚くものの、真野の存在を比較的冷静に受け入れる。
- プレイヤーまたは主人公の名前入力の際、姓名に他の登場人物と全く同じ漢字を使用すると、その登場人物には読みが同じ別の漢字が当てられる。たとえばプレイヤーの名前を「鳴海健一」にすると、本来の鳴海は「成見賢一」（読みは「なるみ けんいち」のまま）となる。テキストだけでなく、画像上に直接名前が登場する場合、それも別の画像に置き換えられる。これは主要人物に限らず、一度だけしか登場しない脇役などゲーム中に登場する全ての人物に適用される。姓だけ、または名だけを同じにした場合、対象の人物はその部分だけが変更される。
- 図書館で閲覧できる新聞の一部には、『ファイナルファンタジーVII』『ファイナルファンタジータクティクス』『ファイナルファンタジーVIII』を題材にした4コマ漫画が載っている。ゲーム中では判別が難しいが、攻略本（#参考文献参照）に原画が収録されている。
- 第2章の作中では4月という設定だが、登場する高校生たちは夏服を着ているという、不都合のある演出が見られる。なお、この章の撮影は夏休みを利用して行われた。
- 制作当初は、現在の第5章と第6章の間に「閃光のハイウェイ」なるエピソードが入る予定だった。真理子とともに明円の車でドライブに出かけた瞳が、高速道路で発生する事故を予知してしまう。これをどうやって回避するか、あるいは事故そのものを防ぐのか――という内容である。しかし、高速道路を使用した撮影の許可が得にくいことが判明し、お蔵入りになってしまったという。なお本編中には、この「幻の第6章」への伏線となる描写が残っている[5]。
- 同じく1998年に発売された実写アドベンチャーゲーム同士というつながりで、公式サイト上には『街』で製作総指揮を手掛けたチュンソフトの中村光一と、本作のディレクター小久保啓三の電子メールによる対談が掲載されていた。
- 同年発売のPS用ソフト『チョコボの不思議なダンジョン2』に付属していたおまけディスク「不思議なデータディスク2」において、映像特典として葉山瞳を演じる松下恵のスペシャルインタビューが収録されていた。
- 柴田亜美の漫画『ドキばぐ』では、担当編集のチップス小沢がスクウェアの他のソフトよりも遊んでいるとネタにされていた[6]。